# Codalema

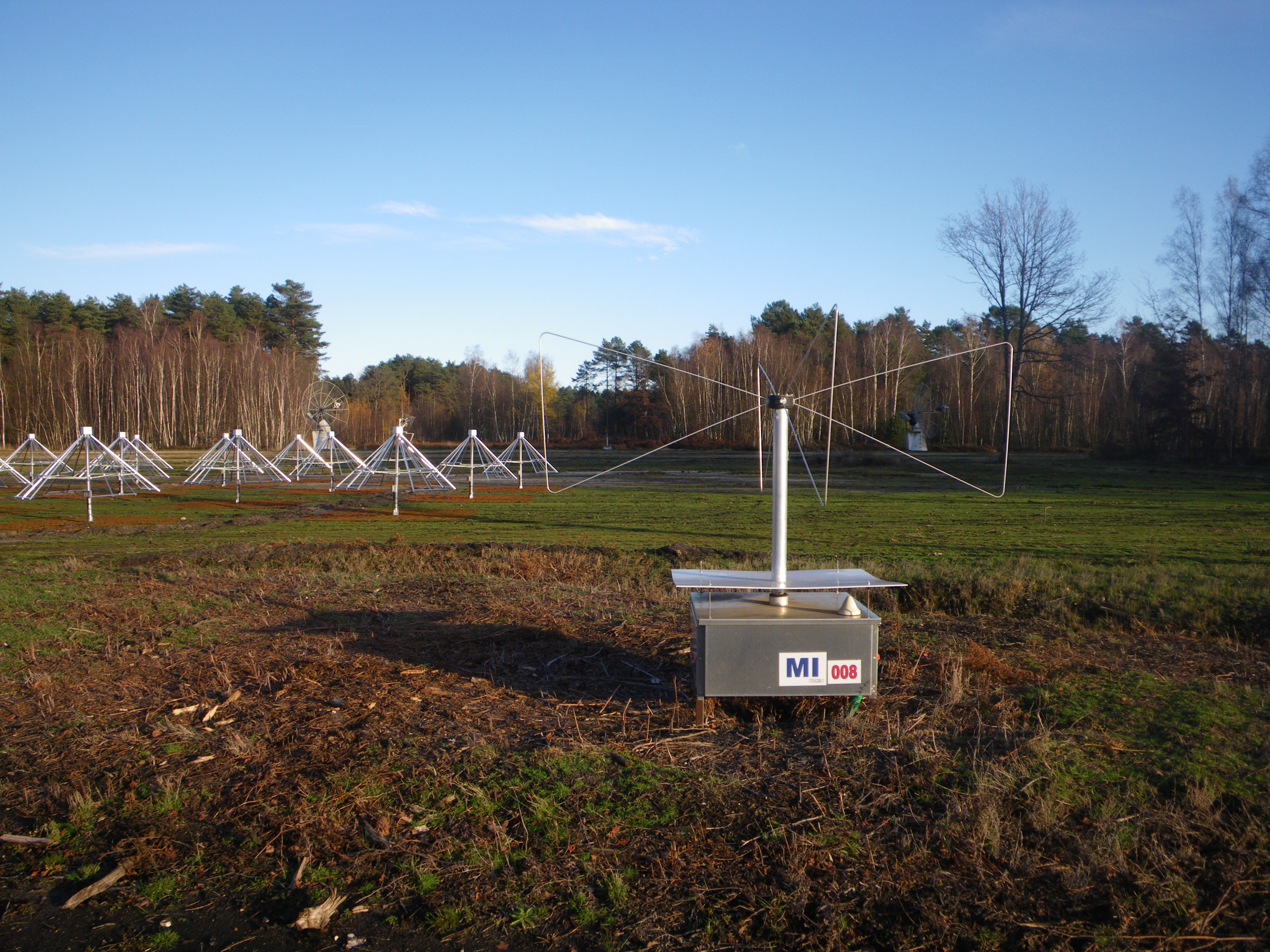
Une station autonome de l'expérience CODALEMA.

CODALEMA est le nom d'une expérience de radio-détection de rayons cosmiques de très haute énergie.
Cette expérience a été mise en route en 2003 à la station de radioastronomie de Nançay par une équipe de chercheurs du laboratoire Subatech à Nantes et de l'observatoire de Paris-Meudon. Cette radio-détection est rendue possible grâce au rayonnement radio-fréquence cohérent induit par les très nombreuses particules produites lorsqu'un rayon cosmique interagit avec l'atmosphère terrestre et produit une très grande gerbe atmosphérique. Ce signal est très bref (de l'ordre de la centaine de nanosecondes) et majoritairement dans une bande de fréquence entre 10 et 200 MHz. La détection de ce rayonnement et sa caractérisation permet de déduire un certain nombre de propriétés des rayons cosmiques.

## Dispositifs expérimentaux
Cette expérience a connu de nombreux développements instrumentaux que l'on peut synthétiser en 3 phases majeures :
- de son démarrage jusqu'en 2006, elle s'appuie sur l'utilisation d'antennes de type log-périodique du réseau décamétrique et sur un réseau sommaire de détecteurs de particules répartis autour de ce dernier[1]. Une surface de l'ordre de 0.02 km2 est occupée dans cette configuration.
- entre 2006 et 2013, l'expérience est dans sa seconde phase qui met en œuvre un ensemble de 17 scintillateurs (détecteurs de particules) et un groupe de 24 antennes, de type dipole court, polarisées dans la direction Est-Ouest et reliées à un système central de détection et d'enregistrement des signaux produits par les rayons cosmiques. Réparties le long de deux bras d'extension proche de 500 m, cet ensemble couvrait environ 0,2 km².
- À partir de 2013, l'expérience est dans sa forme "adulte" avec notamment un réseau de plus de 50 stations autonomes équipées de deux antennes de type "papillon" et d'un système de détection, d'enregistrement et de datation individuel et autonome[2],[3]. Seul le réseau de scintillateurs de la phase 2 a été gardé en fonctionnement. Les stations autonomes sont réparties sur l'ensemble de la station de radioastronomie de Nançay et occupent une surface de l'ordre du km2. Des instruments spécifiques ont été également implémentés pour fournir des moyens particuliers pour répondre à certaines interrogations sur les propriétés du rayonnement RF : un petit réseau compact d'antennes pour étudier ses variations à courte distance, un petit groupe d'antennes pour une détection "phasée" et en temps réel des gerbes atmosphériques, une antenne à trois polarisations pour une mesure ponctuelle, mais complète du champ électrique RF, un petit groupe d'antennes optimisées pour une mesure à basse fréquence (entre 1 et 10 MHz) du signal RF.

Il faut par ailleurs mentionner l'expérience réalisée en 2011 en collaboration avec le CNES pour observer ces rayons cosmiques en altitude à l'aide une antenne embarquée sur un ballon captif pendant plusieurs jours au-dessus de la station de radio astronomie de Nançay.
Au début des années 2020, les différents instruments de CODALEMA sont progressivement arrêtés et déposés. Une partie de l'équipe de recherche a poursuivi l'observation des grandes gerbes atmosphériques avec l'ambition de détecter des rayons gamma de très haute énergie en s'appuyant sur les réseaux phasés du radio-télescope NenuFAR